# 孟床訓
孟床訓（韓語：맹상훈，1960年10月29日—）或譯孟相勳，韓國男演員。

## 演出作品

### 電視劇
- 1992年：KBS《周三儘管Mozar》
- 1995年：SBS《沙漏》
- 1996年：MBC《世上最美麗的離別》飾演 金根德
- 1997年：MBC《醫道》飾演 金萬慶
- 1997年：MBC《我生存的理由》
- 1999年：MBC《星夢奇緣》
- 2000年：MBC《黃金時代》飾演 朴鎮泰
- 2001年：MBC《商道》飾演 黃大虎
- 2002年：MBC《我們結婚吧》
- 2002年：KBS《孤獨》飾演 朴在柱
- 2003年：MBC《當你正在做夢時》
- 2003年：MBC《大長今》飾演 鄭雲白
- 2004年：KBS《比花還美》
- 2004年：MBC《花溪村的人們》
- 2004年：MBC《想結婚的女子》飾演 泰均
- 2004年：MBC《冰點》飾演 盧廣春
- 2004年：KBS《致父親母親》
- 2005年：SBS《薯童謠》飾演 王仇
- 2006年：SBS《愛情與野望》飾演 美慈父
- 2006年：MBC《有多愛》
- 2007年：MBC《李祘》飾演 南四超
- 2008年：SBS《神的天秤》飾演 申達秀
- 2008年：MBC《愛你，別哭》
- 2010年：MBC《被稱為神的男子》
- 2010年：MBC《同伊》飾演 雲鶴
- 2011年：MBC《我的公主》飾演 吳基澤
- 2011年：MBC《Miss Ripley》飾演 朴載振教授
- 2011年：SBS《太陽的新娘》飾演 金學奎
- 2011年：JTBC《仁粹大妃》飾演 金處善
- 2012年：SBS《屋塔房王世子》飾演 朴荷的父親
- 2012年：JTBC《Happy Ending》飾演 電視台部長
- 2012年：MBC《馬醫》飾演 吳壯博
- 2013年：tvN《瘋狂愛情》飾演 尹文道
- 2013年：JTBC《她的神話》飾演 殷基庭
- 2014年：SBS《無盡的愛》飾演 韓甲洙
- 2014年：MBC《傲慢與偏見》飾演 朴順裴
- 2015年：SBS《海德、哲基爾與我》飾演 閔代表
- 2015年：SBS《離婚律師戀愛中》飾演 高東山
- 2015年：SBS《Remember－兒子的戰爭》飾演 貞雅父
- 2016年：SBS《戲子》飾演 在勳的父親
- 2016年：MBC《獄中花》飾演 鄭莫介
- 2017年：tvN《名不虛傳》飾演 劉燦誠
- 2017年：tvN《世上最美麗的離別》飾演 鄭博士
- 2019年：tvN《她的私生活》飾演 成根鎬
- 2019年：tvN《Black Dog》飾演 高成哲

### 電影
- 1996年：《外人球隊》
- 2001年：《禮物》
- 2004年：《我男朋友的羅曼史》
- 2005年：《拉麵人生》

## 外部連結
- NAVER搜索 （页面存档备份，存于）